# Köppnova podnebna klasifikacija
Köppnova podnebna klasifikacija je ena izmed najpogosteje uporabljenih sistemov za klasifikacijo podnebja. Objavil jo je Wladimir Peter Köppen, Nemec ruskega porekla, ki je izdelal enega prvih kvantitativnih poskusov podnebne klasifikacije leta 1900 in klasificiral podnebje glede na dva prevladujoča elementa – temperaturo zraka in padavine.
Prednost te učinkovite klasifikacije podnebja je, da temelji na točno določenih vrednostih temperature in padavin. 

## Podnebni tipi
Podnebni tip po Köppenu opisujemo s črkami, praviloma dvema ali tremi, katerih pomen je vnaprej določen.
S prvo črko (ta je vedno velika tiskana) označujemo generalni podnebni razred:
- A Tropsko deževno podnebje – povprečna temperatura v vseh mesecih je nad 18 °C
- B Suho podnebje – določeno s padavinskim režimom
- C Zmerno toplo deževno podnebje – povprečna temperatura najhladnejšega meseca ni nižja od -3 °C, – vsaj en mesec ima povprečno temperaturo nad 10 °C
- D Borealno podnebje – povprečna temperatura najhladnejšega meseca je pod -3 °C, – povprečna temperatura najtoplejšega meseca je nad 10 °C
- E Snežno (polarno) podnebje – povprečna temperatura najtoplejšega meseca je pod 10 °C

Odvisno od tega koliko je padavin in kako so razporejene, se znotraj vsakega razreda pojavljajo klimatski podtipi. Tako se v vsakem od navedenih klimatskih razredov, razen razreda E, doda druga črka, ki določa stopnjo vlažnosti oziroma padavinski režim.
Podnebju A, C in D se dodajo oznake: 
- f – sušno obdobje ne nastopa;
- s – sušno obdobje nastopa poleti (povprečna višina padavin v najbolj suhem mesecu pod 40 mm, povprečna višina padavin najbolj namočenega meseca v hladni polovici leta je 3 krat višja od višine padavin v najbolj suhem mesecu)
- m – deževno obdobje nastopi ob monsunskih vetrovih. Temperature so v vseh mesecih višje od 18 °C in so skozi leto enakomerne. (povprečna višina padavin v najbolj suhem mesecu je pod 60 mm, v najbolj vlažnem pa lahko preseže 1000mm)
- w – sušno obdobje nastopi pozimi (povprečna višina padavin v najbolj namočenem poletnem mesecu je 10 krat višja od višine padavin v najbolj suhem mesecu v hladni polovici leta).

V podnebnem razredu B se kot druga črka lahko pojavljata:
- W - puščavsko podnebje
- S - stepsko podnebje

V podnebnem razredu E se kot druga črka lahko pojavljata:
- T - podnebje tundre
- F - podnebje večnega mraza

S tretjo črko opisno označujemo temperaturne razmere danega klimatskega razreda:
B Suho podnebje:
- h - vroče (srednja letna temperatura nad 18 °C)
- k - hladno (srednja letna temperatura pod 18 °C, srednja temperatura najtoplejšega meseca nad 18 °C)

C Zmerno toplo deževno podnebje 
- a – vroče poletje (srednja temperatura najtoplejšega meseca nad 22 °C)
- b – toplo poletje (srednja temperatura najtoplejšega meseca pod 22 °C, v vsaj štirih  mesecih srednja temperatura nad 10 °C)
- c – sveže poletje (le 1-4 meseci imajo srednjo temperaturo nad 10 °C, srednja temperatura najhladnejšega meseca višja od -3 °C)

Za klime D se poleg oznak a, b, in c doda tudi oznaka d – zelo hladna zima (povprečna temperatura najhladnejšega meseca je pod -38 °C). 
V klimah E se razlikujeta dve stopnji hladnosti: ET – klima tundre in EF – klima večnega mraza.
Köpenova podnebna klasifikacija pozna 11 glavnih podnebnih tipov: 
A TROPSKO DEŽEVNO PODNEBJE
- Af - podnebje pragozdov
- Am - monsunsko podnebje
- Aw- podnebje savan

B SUHO PODNEBJE
- BW- puščavsko podnebje
  - BWh – vroče puščavsko podnebje
  - BWk – hladno puščavsko podnebje
- BS- stepsko podnebje
  - BSh – vroče stepsko podnebje
  - BSk – hladno stepsko podnebje

C ZMERNO TOPLO DEŽEVNO PODNEBJE
- Cf- zmerno toplo vlažno podnebje
  - Cfa – zmerno toplo vlažno podnebje z vročim poletjem (virginijsko podnebje)
  - Cfb – zmerno toplo vlažno podnebje s toplim poletjem (podnebje bukve)
  - Cfc – zmerno toplo vlažno podnebje s svežim poletjem
- Cs- sredozemsko podnebje
  - Csa – sredozemsko podnebje s suhim vročim poletjem (podnebje oljke)
  - Csb – sredozemsko podnebje s suhim toplim poletjem
- Cw- zmerno toplo podnebje s suho zimo
  - Cwa – zmerno toplo podnebje z vročim poletjem
  - Cwb – zmerno toplo podnebje s toplim poletjem

D BOREALNO PODNEBJE
- Df- vlažno borealno podnebje
  - Dfa - vlažno borealno podnebje z vročim poletjem
  - Dfb - vlažno borealno podnebje s toplim poletjem
  - Dfc - vlažno borealno podnebje s svežim poletjem
  - Dfd - vlažno borealno podnebje z zelo hladno zimo
- Dw- suho borealno podnebje
  - Dwa - suho borealno podnebje z vročim poletjem
  - Dwb - suho borealno podnebje s toplim poletjem
  - Dwc - suho borealno podnebje s svežim poletjem
  - Dwd - suho borealno podnebje z zelo hladno zimo

E SNEŽNO (POLARNO) PODNEBJE
- ET- podnebje tundre
- EF- podnebje večnega mraza

Leta 2005 sta Deutscher Wetterdienst in Univerza na Dunaju izdelala prenovljeno karto Köppenovih podnebnih tipov. Narejena je na osnovi podatkov meteorološki postaj v obdobju 1950-2000 in ima resolucijo 0,5°.

## Tropsko deževno podnebje
Srednje mesečne temperature so nad 18 °C, zima praktično ne obstoja. V teh podnebjih se pojavljajo tropski cikloni.

### Af - Podnebje pragozdov
Klima je značilna za 5-10° od ekvatorja; ugodna je za razvoj pragozdov zaradi visokih temperatur in obilja padavin. Značilnost je tudi, da so dnevne amplitude nekajkrat večje od letnih. Povprečna količina padavin znaša 2500 mm. Čeprav ni suhih obdobij, padavine niso enakomerno razporejene, preko leta obstajata 1 ali 2 maksimuma in 1 ali 2 minimuma padavin.
Tako podnebje se pojavlja v:
- Južni Ameriki – delih Amazonije in atlantske obale Brazilije (okoli Bahije in Santosa), pacifiška obala Kolumbije in severnem Ekvadorju, Mali Antili in karibska obala Srednje Amerike.
- Afriki – srednji del bazena Konga in deli obale Gvinejskega zaliva ter vzhodni Madagaskar.
- Aziji – južna Šrilanka, na Malajskem polotoku, Sumatri, Borneu, delih Jave, Sulawesiju, Filipinih in na večjem delu Nove Gvineje.

### Am – Tropsko monsunsko podnebje
Je vmesni tip med podnebjem pragozdov in savan. Zanj je značilna izrazito močna sezonska razdelitev padavin, ki jih povzročajo sezonski vetrovi – monsuni.
Tako podnebje se pojavlja v:
- Aziji – Malabarska obala Indije, delta Gangesa in Brahmaputre, obala Vietnama, severni Filipini in del Tajvana.
- Latinski Ameriki – severovzhod Južne Amerike in del karibske obale Srednje Amerike.
- Afriki – Gvinejsko primorje in ustje Nigra.

### Aw – podnebje savan
Značilnost je neenakomernost padavin, obstaja izrazito vlažno in izrazito suho obdobje. Vegetacija je skromnejša, pragozd zamenja visoka trava (do 2 m) – savana. Tipična geografska širina teh podnebij je med 5° in 20°. Poletja so mokra (pod vplivom vlažnih ekvatorskih zračnih mas), zime so suhe (vpliv suhih pasatov).
Tako podnebje se pojavlja v:
- Južni Ameriki – centralna Brazilija, Bolivija, Paragvaj, Venezuela, Kolumbija, Ekvador, pacifiška obala Srednje Amerike, Kuba in Haiti.
- Afriki – območja zahodne, vzhodne in srednje Afrike, ter manjša območja na Madagaskarju.
- Aziji – manjša območja na Indijskem polotoku in v Indokini.

Tak tip podnebja ima tudi južna Florida in sever Avstralije.

## Suho podnebje
Pomembna značilnost je stalno pomanjkanje vode, ker je količina vode, ki izpari večja od količine padavin. Večja kot je temperatura, večja je potrebna količina padavin, da podnebje ne bi bilo suho.
Podrazredi suhih podnebij so:

### BW – puščavsko podnebje

#### BWh – Vroče puščavsko podnebje
Območja s takim podnebjem so pod vplivom subtropskih maksimumov v katerih se zrak spušča. Čeprav je segrevanje zelo močno, ni pogojev za nastanek močnejših konvekcijskih neviht, ker se segreti pritlehni zrak, zaradi spuščanja zraka na večji višini, ne more svobodno vzdigovati. Ta območja so preblizu ekvatorju, da bi jih pogosteje zajeli cikloni polarne fronte, in predaleč od ekvatorja, da bi jih poleti zajele tropske depresije na ekvatorski fronti.
Tako podnebje se pojavlja v:
- Afriki – saharska Afrika (Sahara, Libijska puščava, Arabska puščava, obala Somalije), notranjost jugozahodne Afrike.
- Aziji – skoraj na celem Arabskem polotoku, večji deli Irana, Pakistana, severozahodna Indija.
- Severni Ameriki – v Mehiki, Sonori v ZDA ter ob obali Kalifornijskega zaliva (Dolina smrti).

Tako podnebje najdemo tudi v Avstraliji.

#### BWk – Hladno puščavsko podnebje
Tako podnebje imajo puščave s srednjo letno temperaturo nižjo od 18 °C. Imajo majhno količino padavin, a je zaradi nižjih temperatur aridnost slabše izražena kot pri vročih puščavah.
Tako podnebje se pojavlja v:
- Notranjosti Azije (hladne puščave so nastale zaradi kontinentalnosti), Severni Ameriki, Patagoniji ter na obali Čila in Peruja in na jugozahodu Afrike (nastale tudi zaradi hladnih morskih tokov).

### BS – stepsko podnebje

#### BSh – Vroče stepsko podnebje
Območja s takim podnebjem običajno kot pas obkrožajo vroče puščave, zato predstavlja prehod med suhim (B) in vlažnim (C) podnebjem. Padavine prinašajo cikloni na polarni ali tropski fronti.
Območja vročih step so v:
- Afriki – stepe se nadaljujejo na severnem in južnem robu Sahare, so tudi v večjem delu jugozahodne Afrike in na jugozahodnem Madagaskarju.
- Aziji – temu tipu pripadajo stepe v južnem Iranu, Mezopotamiji, Siriji, Izraelu, [a|Jordaniji]] in severozahodni Indiji.
- Ameriki – Mehika, jugozahod ZDA in severozahodna Argentina.
- Avstraliji – pas vročih step se razteza okoli vroče puščavske notranjosti.

#### BSk – Hladno stepsko podnebje
Pbmočja s hladnim stepskim podnebjem obkrožajo hladne puščave. Letno pade več padavin, večina pade poleti. Hladni valovi z močnim vetrom in snežnimi neurji so pogosti pozimi.
Območja hladnih step so v:
- Evroaziji – največje območje hladnih step se razteza od južne Ukrajine in dolnjega Povolžja do severne Kitajske, manjša območja so v Turčiji, Španiji, Afganistanu in Pakistanu.
- Ameriki – nastajajo v zavetrju Andov in Skalnega gorovja.

## Zmerno toplo deževno podnebje
Glavna značilnost tega podnebja je obstoj pravilnega ritma letnih časov; ni neprekinjeno visokih ali nizkih temperatur, kot tudi ne obstajajo niti dolga obdobja suše ali padavin, v katerih bi padla skoraj vsa letna količina. Poletja so zmerna, bližje ekvatorju topla a ne vroča. Zime so blage, samo občasno se pojavljajo zelo hladni vetrovi.

### Cf – zmerno toplo vlažno podnebje

#### Cfa – zmerno toplo vlažno podnebje z vročim poletjem (virginijsko podnebje)
Karakteristika tega podnebja je obilje padavin in njihova ugodna razporeditev tekom leta (povprečno pade 750-1500 mm). Količina padavin raste proti ekvatorju in od zahoda proti vzhodu. Poletja so relativno topla, celo vroča, večje so razlike med zimskimi temperaturami. To podnebje je ugodno za razvoj več rastlinja, prevladujejo listavci.
Tako podnebje se pojavlja v:
- Severni Ameriki od Floride do Nove Anglije, na severu do jezera Erie.
- Južni Ameriki od Bahie Blanke v Argentini preko Urugvaja in manjšega dela Paragvaja do Sao Paula v Braziliji.
- Aziji v Kitajski, južno od pogorja Tsinling, v Južni Koreji in večjem delu Japonske; gorska notranjost indonezijskega otoka Bornea ter Nova Gvineja.

Tako podnebje ima tudi znaten del vzhodne Avstralije, manjši del v južni Afriki, zahodna obala Črnega morja in južna Bolgarija, dolina Pada in spodnji tok Donave ter jugovzhodni del Panonske nižine.

#### Cfb – zmerno toplo vlažno podnebje s toplim poletjem (podnebje bukve)
Imenuje se tudi podnebje bukve. Največji del krajev s takim podnebjem se nahaja pod vplivom ciklonov, ki prihajajo iz oceanov in se pomikajo proti vzhodu, tako da je razpored padavin v prostoru in času najbolj odvisen prav od njih – obalni pasovi imajo največ padavin v zimskem delu leta, v notranjosti pa v toplem delu leta.
Tako podnebje se pojavlja v:
- Evropi je največje območje takega podnebja, od severne Španije in severne Grčije preko srednje in zahodne Evrope do 63. vzporednika na obali zahodne Norveške. Zaradi neobstoja gora, to podnebje prodira globoko na evropsko kopno (do oko 28 °E) in zajame Britansko otočje, države Beneluksa, Dansko, Francijo, Nemčijo, Poljsko, Češko, Slovaško, kontinentalni del Hrvaške in Bolgarije, ter manjše dele Španije, Italije, južne Norveške in Švedske.
- Severni Ameriki ozki obalni pas od najbolj severozahodnega dela države Washington do 58. vzporednika na Aljaski, pogorje Apalači, od jezera Erie do obale Nove Anglije in Long Islanda ter na jugu do Severne Karoline.
- Na južni hemisferi je tako podnebje v vzhodni in jugovzhodni Avstraliji (Tasmanija) in Nova Zelandija, v jugovzhodni Afriki in v Južni Ameriki.

#### Cfc – zmerno toplo vlažno podnebje s svežim poletjem
Ti vplivi se pojavijo proti polu v pomorskih zmernih podnebjih in so omejeni bodisi na ozka obalna območja na zahodnem delu robov celin ali, zlasti na severni polobli, na obalah otokov. Primeri: 
- Grouse Mountain, severni Vancouver, Britanska Kolumbija
- Reykjavík, Islandija

## Borealno podnebje
To podnebje ima povprečno temperaturo nad 10 °C  v svojih najtoplejših mesecih, ter najhladnejši mesec v povprečju pod -3 °C (ali 0 ° C, pri nekaterih različicah). Te se običajno pojavijo v notranjosti celin in na zgornjih vzhodnih obalah, običajno severno od 40 ° N. Na južni polobli je podnebje skupine D izjemno redko, zaradi manjših zemeljskih mas v srednjih zemljepisnih širinah in skoraj popolni odsotnosti kopnega na 40-60 ° S, obstaja le v nekaterih visokogorskih okoljih.
Območja borealnega podnebja so v:
- Arak, provinca Markazi, Iran (Dsa)
- Čikago, Illinois, ZDA (Dfa)
- Muş, Turčija (Dsa)
- Pjongjang, Severna Koreja (Dwa)
- Sanandaj, Kurdistan, Iran (Dsa)

- Helsinki, Finska (Dfb)
- Kijev, Ukrajina (Dfb)[4]
- Fargo, Severna Dakota (Dfb)
- Buffalo, New York (Dfb)
- Montreal, Quebec (Dfb)
- Vladivostok, Rusija (Dwb)

Dsb izhaja iz istega scenarija kot Dsa, vendar na višjih nadmorskih višinah in širinah in predvsem v Severni Ameriki, saj se sredozemsko podnebje dodatno premakne proti polu kot v Evraziji. Primeri so
- Flagstaff, Arizona
- Južno jezero Tahoe, Kalifornija
- Sivas, Turčija

### Kontinentalna subarktična ali borealna (tajga) podnebja (DFC, DWC, DSC)
- Murmansk, Rusija (Dfc)
- Yellowknife, Severozahodni Teritorij (Dfc)
- Fairbanks, Aljaska (Dfc)
- Homer, Aljaska (Dsc)
- Mohe County, Heilongjiang (Dwc)

### Kontinentalno subarktično podnebje z zelo hudimi zimami (Dfd, Dwd, Dsd)
Kraji s tem podnebjem imajo temperaturo v svojem najhladnejše mesecu nižjo od -38 °C. Ti vplivi se pojavljajo le v vzhodni Sibiriji. Imena nekaterih krajev s tem ozračjem so predvsem Verkhoyansk (Dfd) in Oymyakon (Dwd) in so postale sopomenke za ekstremne, hudo zimske temperature.

## Snežno (polarno) podnebje
Za to podnebje so značilne temperature pod 10 °C v vseh 12 mesecih:

### Podnebje tundra
Najtoplejši mesec ima povprečno temperaturo med 0 in 10 °C. Ti vplivi se pojavljajo na severnem robu severnoameriških in evrazijske kopenske mase in na bližnjih otokih. Prav tako se pojavlja na nekaterih otokih v bližini Antarktike (Stanley, Falklandski otoki). 
Et je najti tudi na višjih legah izven polarnih območjih, nad gozdno mejo.
- Fudži, Japonska
- Mount Washington, New Hampshire
- Jotunheimen, Norveška
- El Alto, Bolivija, (s 974.754 prebivalci je največje mesto v coni E).

### Podnebje večnega mrazu
Vseh dvanajst mesecev je povprečna temperature pod 0 °C. To podnebje prevladuje na Antarktiki (npr. Scott Base) in na notranji Grenlandiji (npr. Eismitte ali Severni led).

## Različne karte
Različne karte uporabljajo ≥0 °C  za opredelitev zmernih podnebij in 18 °C letne povprečne temperature praga za razlikovanje med toplim in hladnim suhim podnebjem.
- Köppenova karta Afrike
- Köppenova karta Amerik
- Köppenova karta Azije
- Köppenova karta Avstralije/Oceanije
- Köppenova karta Brazilije
- Köppenova karta Evrope
- Köppenova karta Severne Amerike
- Köppenova karta južne Azije
- Köppenova karta Rusije
- Köppenova karta Južne Amerike
- Köppenova karta Bližnjega vzhoda